# ستيفن توم
ستيفن توم (بالإنجليزية: Steven Tom)‏ (2 مايو 1951 في المملكة المتحدة - ) هو لاعب كرة قدم بريطاني في مركز الدفاع. لعب مع كوينز بارك رينجرز ونادي بارنت ونادي برينتفورد وIlford F.C. ‏.